# Porto-Vecchio
Porto-Vecchio település Franciaországban, Corse-du-Sud megyében. Lakosainak száma 11 536 fő (2022. január 1.). Porto-Vecchio Bonifacio, Carbini, Lecci, Levie, Sotta és San-Gavino-di-Carbini községekkel határos.

## Népesség
A település népességének változása:
| Lakosok száma | 5148 | 8095 | 9307 | 9484 | 11 354 | 11 826 | 12 042 | 11 132 | 11 040 | 11 536 |
|               | 1968 | 1982 | 1990 | 2006 | 2013   | 2015   | 2017   | 2019   | 2020   | 2022   |